# Красимир Зафиров
Красимир Зафиров (роден на 20 май 1950 г.) е бивш български футболист, вратар. Клубна легенда на Спартак (Варна), където преминава по-голямата част от кариерата му. За „соколите“ изиграва общо 461 официални мача – 227 в А група, 175 в Б група, 55 за купата и 4 в евротурните.
Играл е също за Велбъжд (Кюстендил), Черно море (Варна) и Шумен.

## Кариера
Зафиров израства в школата на Спартак (Варна). През 1969 г. като войник заиграва във втородивизионния Велбъжд (Кюстендил), където за два сезона записва 45 мача в Б група.
През лятото на 1971 г. се завръща във Варна и облича екипа на Черно море, където обаче има статута на трети вратар след Симеон Нинов и Иван Симеонов. През сезон 1971/72 изиграва само един мач, който е негов дебютен в А група. На 17 октомври 1971 г. е на вратата на „моряците“ при загуба с 0:1 като гост на Спартак (Плевен).
През 1972 г. Зафиров се завръща в родния си клуб Спартак (Варна) и бързо се утвърждава като титулярен вратар. Дебютира за „соколите“ на 20 август 1972 г. при равенство 3:3 с Локомотив (София). Остава в клуба 12 сезона, в които неизменно е №1 под рамката на Спартак. В тях изиграва общо 363 мача за първенство – 188 в А група и 175 в Б група. С отбора достига до финал за Купата на България през 1982/83. През есента на 1983 г. записва 4 мача в турнира за КНК, включително двата мача срещу английския колос Манчестър Юнайтед. През 1983/84 помага на Спартак да достигне до бронзовите медали в А група. Обявен е за най-добър вратар на сезона, след като в 22 изиграни срещи допуска 20 гола.
През лятото на 1984 г., на 34-годишна възраст, вратарят преминава във втородивизионния Шумен. През сезон 1984/85 е твърд титуляр на вратата на отбора. Изиграва 33 мача за шуменци в Б група.
През 1985 г. Зафиров се завръща в Спартак (Варна). През сезон 1985/86 за втори път е обявен за най-добър вратар в А група, тъй като допуска само 21 гола в 24 мача. По време на втория си престой в клуба изиграва общо 39 мача в първенството и слага край на кариерата си през 1988 г.
Бивш треньор на Девня и Антибиотик-Лудогорец. Живее в Бяла и е треньор на местния Черноморец.

## Успехи
Спартак (Варна)
- А група:
  -  Бронзов медалист: 1983/84

- Купа на България:
  -  Финалист: 1982/83

- Най-добър вратар в А група (2): 1983/84, 1985/86